# Турпаны
Турпа́ны (лат. Melanitta) — род водоплавающих птиц семейства утиных.

## Внешний вид
Длина тела 48—56 см, вес 0,9—1,7 кг. Телосложение плотное, шея короткая, голова большая. На заднем пальце кожистая лопасть. Самцы крупнее самок. Окрас самцов чёрный, иногда на крыле есть белое пятно («зеркальцем»); клюв жёлтый с чёрным или красным, вздут у основания; окрас самок тёмно-бурый.

## Распространение и места обитания
Выделяют пять видов турпанов. Они обитают на севере Европы, Азии и Северной Америки. На территории бывшего СССР встречается 4 вида: горбоносый турпан (Melanitta deglandi), турпан (Melanitta fusca), синьга (Melanitta nigra) и американская синьга (Melanitta americana); на северо-восток России залетает пестроносый турпан (Melanitta perspicillata). На юге вдоль морских берегов турпаны проникают до Эстонии.

## Поведение
Турпаны перелётные птицы, зимуют в прибрежных водах и море. Ныряют хорошо, взлетают неохотно, с короткого разбега, стая в полёте растягивается в длинную шеренгу. Ведут себя очень осторожно.

## Размножение
Гнездятся в основном в тундре и лесотундре на берегах озёр, тихих рек и морских побережьях. Обильно выстилают гнёзда пухом. Откладывают по 6—10 яиц. Насиживание длится около 3-х недель, этим, а также заботой о птенцах, занимается только самка.

## Питание
Кормятся в основном моллюсками, личинками водных насекомых. Иногда включают в меню мелкую рыбу и корневища растений.

## Классификация
Международный союз орнитологов выделяет шесть видов:
- Пестроносый турпан (Melanitta perspicillata (Linnaeus, 1758))
- Турпан (Melanitta fusca (Linnaeus, 1758))
- Горбоносый турпан (Melanitta deglandi (Bonaparte, 1850))
- Melanitta stejnegeri (Ridgway, 1887)
- Синьга (Melanitta nigra (Linnaeus, 1758))
- Американская синьга (Melanitta americana (Swainson, 1832))

## Турпаны и человек
Местами турпаны служат объектом охоты.